# Lygosoma goaensis
Espèce
Synonymes
- Riopa goaensis Sharma, 1976

Lygosoma goaensis est une espèce de sauriens de la famille des Scincidae.

## Répartition
Cette espèce est endémique d'Inde.

## Étymologie
Son nom d'espèce, composé de goa et du suffixe latin -ensis, « qui vit dans, qui habite », lui a été donné en référence au lieu de sa découverte : l’État de Goa.

## Publication originale
- Sharma, 1976 "1975" : Records of the reptiles of Goa. Records of the Zoological Survey of India, vol. 71, p. 149-167.